# Lipno (powiat zielonogórski)
Lipno (niem. Lippen) – wieś w Polsce, położona w województwie lubuskim, w powiecie zielonogórskim, w gminie Świdnica.
W latach 1975–1998 miejscowość administracyjnie należała do województwa zielonogórskiego.

## Historia
Wieś została odnotowana w źródłach z roku 1507 pod nazwą Lyppen, a w następnym roku Lippen i w tym czasie stanowiła własność rodziny von Rothenburg. W posiadaniu rodziny von Grünberg znajdowała się przez pewien czas. m.in. w XVII i XVIII wieku. Jej przedstawiciele ufundowali tutaj m.in. pierwszy kościół, który nie zachował się do naszych czasów.

### Zabytki
Do wojewódzkiego rejestru zabytków wpisane są:
- kościół ewangelicki, obecnie rzymskokatolicki filialny pod wezwaniem Matki Bożej Częstochowskiej[5], szachulcowy, z 1842 roku, który jest salową budowlą założoną na planie prostokąta. Od strony zachodniej posiada kwadratową wieżę nakrytą dachem namiotowym, a korpus jest nakryty dachem trójspadowym. Prostokątne otwory okienne są umieszczone w części elewacji, a po stronie zachodniej znajduje się wejście. Wnętrze świątyni nakryte jest drewnianym stropem belkowym, który jest wsparty na 10 słupach, które są konstrukcyjnie powiązane z emporami, z trzech stron obiegającymi kościół. Klasycystyczny ołtarz z 1847 roku zachował się w części prezbiterialnej. Do dziś przetrwał również dzwon pochodzący z poprzedniego kościoła, a ufundowany w 1719 roku. W 1946 roku protestancki kościół szachulcowy w Lipnie został poświęcony przez katolików. Przez wiele lat znajdował się w złym stanie technicznym[3]. W 1982 roku podjęto pierwsze prace remontowe, które następnie kontynuowano w 2001 roku. Świątynia została wówczas właściwie zabezpieczona i przystosowana do celów kultu religijnego[6].

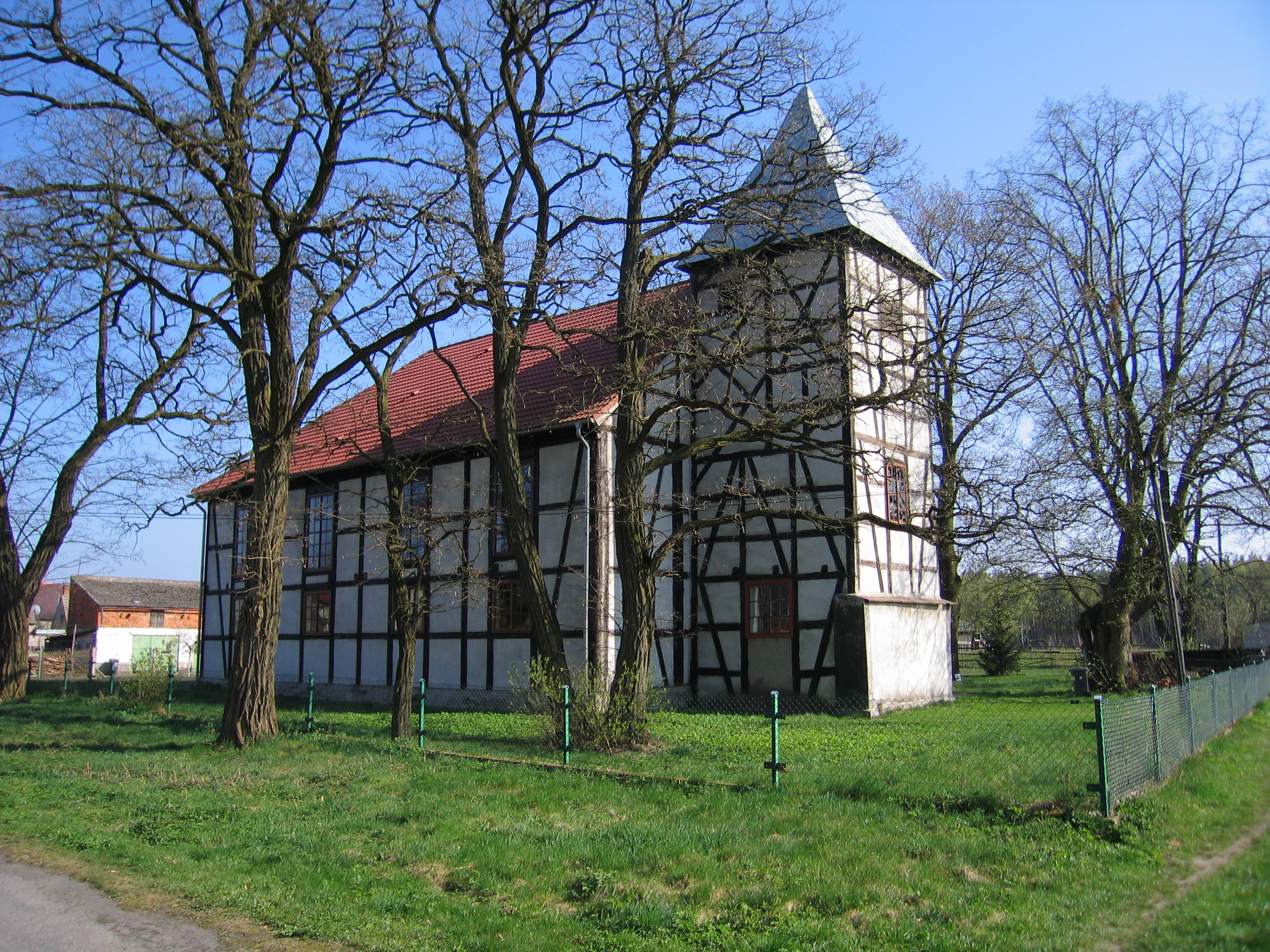
Kościół pw. MB Częstochowskiej

- plebania, z połowy XVIII wieku.